# Пешев (рид)
Вижте пояснителната страница за други значения на Пешев.
Пешев (62°41′57.8″ ю. ш. 60°07′31″ з. д. / 62.699389° ю. ш. 60.125278° з. д.) е скалист рид в централната част на планината Тангра на остров Ливингстън в Антарктика. Получава това име на 15 март 2002 г. в чест на българския държавник Димитър Пешев (1894 – 1973), инициатор на кампанията за спасяването на българските евреи по време на Холокоста.

## Описание
Ридът има дъговидна форма, която е издадена на запад-северозапад. Дължината му е 2,8 km, достига височина 560 m при връх Свети Наум в южната част на хребета Левски в планината Тангра. Чрез прохода Староселска порта се отделя от Балчишкия рид на североизток. Връх Пешев (500 m) е в средната част на рида. Намира се на 4,91 km югозападно от Големия Иглен връх, на 4,1 km от връх Лясковец, на 4,28 km на изток-югоизток от връх Симеон и на 3,68 km североизточно от Игления връх. Територията, която е свободна от лед, е с площ 119 ha. Близо до рида се намират ледникът Мейси на север и запад, заливът Бруноу на югозапад и ледникът Бояна на югоизток.

## Картографиране
Британска топографска карта на върха като част от остров Ливингстън от 1968 г., аржентинска от 1980 г. и българска карта от 2005 г. и 2009 г. в резултат на топографски проучвания през 2004/05 от експедиция „Тангра“.

## Карта
- South Shetland Islands. Scale 1:200000 topographic map No. 3373. DOS 610 – W 62 58. Tolworth, UK, 1968.
- Islas Livingston y Decepción. Mapa topográfico a escala 1:100000. Madrid: Servicio Geográfico del Ejército, 1991.
- S. Soccol, D. Gildea and J. Bath. Livingston Island, Antarctica. Scale 1:100000 satellite map. The Omega Foundation, USA, 2004.
- L.L. Ivanov et al., Antarctica: Livingston Island and Greenwich Island, South Shetland Islands (from English Strait to Morton Strait, with illustrations and ice-cover distribution), 1:100000 scale topographic map, Antarctic Place-names Commission of Bulgaria, Sofia, 2005
- L.L. Ivanov. Antarctica: Livingston Island and Greenwich, Robert, Snow and Smith Islands. Scale 1:120000 topographic map. Troyan: Manfred Wörner Foundation, 2010. ISBN 978-954-92032-9-5 (First edition 2009. ISBN 978-954-92032-6-4)
- Antarctic Digital Database (ADD). Scale 1:250000 topographic map of Antarctica. Scientific Committee on Antarctic Research (SCAR), 1993 – 2016.